# Los titeres
Марионета (шп. Los titeres) je чилеанска теленовела из 1984. године. Сценарио је написао Серхио Водановић, а режирао је Оскар Родригез. Насловну нумеру изводи Алехандра Аламо.

## Синопсис
У раним 60-им, реално богат грчки човек Константин Миконос и његова 17-годишња ћерка Артемиса стижу у Чиле. Он послује са једним својим рођаком који је власник банкротиране текстилне индустрије. Артемиса улази у групу младих људи. Адријана,њена рођака,припрема окрутну шалу: Слика Артемису голу и слике шаље њеном оцу... Артемисино срце је расцепљено између два мушкарца: Нестора и Хуга. Константин гине у незгоди и Артемиса,сама и издана враћа се у Еквадор. Али она одлучује да се освети. Након 20 година се враћа у Чиле и сад је она успешан предузетник. Повезује се са прошлошћу,и почиње игру са својим марионетама.

## Улоге
- Клаудиа ди Гироламо - Артемиса
- Валтер Кличе - Константин
- Паулина Гарсија - Адријана (млађа)
- Глорија Мунчмејер - Адријана (старија)
- Маурисијо Пешутић - Нестор
- Кристијан Кампос - Хуго
- Соледад Перес - Лорето
- Химена видал - Маргарита
- Марсело Хернандес - Клаус
- Каролина Арегуи - Глорија